# Jorge Parra
Jorge Parra Sánchez (14 de marzo de 1994, Guadalajara, Jalisco, México) es un futbolista mexicano que juega en la posición de defensa. Actualmente milita en Inter Playa del Carmen de la Segunda División de México y surgió de las fuerzas básicas del Club Deportivo Guadalajara.
Debutó con el primer equipo del Guadalajara el 5 de agosto de 2015 en un partido contra Mineros de Zacatecas en la Copa México. Su primer partido con Coras de Tepic fue el 15 de julio de 2016, contra Cafetaleros de Tapachula.